# Operazione Zitronella
L'operazione Zitronella, conosciuta anche con il nome di Operazione Sizilien, fu un raid tedesco di otto ore sull'isola Spitsbergen, un'isola della Norvegia, l'8 settembre 1943.

## Contesto
Durante la Seconda guerra mondiale, l'arcipelago delle Isole Svalbard fu teatro di un certo numero di operazioni militari. Nell'agosto del 1941, un contingente britannico, Canadese e dei Norvegesi liberi sbarcò a Spitsbergen durante l'operazione Gauntlet. Lo scopo era quello di distruggere le ricche miniere di carbone dell'isola per evitarne l'utilizzo da parte dei tedeschi. Nel frattempo la popolazione civile norvegese fu evacuata. Nell'aprile del 1942, con l'operazione Fritham, gli alleati tentarono di prendere il controllo delle isole sbarcando una forza norvegese a Barentsburg, ma l'intervento tedesco fece fallire il primo tentativo. Comunque, durante l'estate del 1943, tale base venne stabilita.
Durante tale periodo, i tedeschi installarono alcune stazioni meteorologiche abitate nel settore Artico dell'Atlantico, con lo scopo di migliorare le previsioni meteo che erano vitali per la guerra contro i convogli nell'Artico che partivano dal Regno Unito con destinazione i porti dell'Unione Sovietica. Una delle prime stazioni meteo tedesche fu denominata con il nome in codice di Knospe («gemma»), la quale fu stabilita nella zona interna di Krossfjorden su Spitsbergen alla fine del 1941, sotto il comando di H. R. Knöspel, a seguito dell'evacuazione della popolazione norvegese e russa nel settembre 1941.
In seguito la stazione meteo Knospe venne evacuata nell'estate del 1942, prima di un possibile eventuale attacco alleato reso possibile dalla stagione priva di ghiacci. Il sommergibile U-435, comandato dal Kapitänleutnant S. Strelow, riuscì ad evacuare con successo i sei esperti tedeschi della stazione meteo il 23 agosto 1942.

## Azione
Nel settembre 1943, il comandante navale tedesco attaccò e distrusse le installazioni alleate. A tale missione parteciparono: le corazzate Tirpitz e Scharnhorst e nove cacciatorpediniere (i cinque della classe Zerstörer 1936A Z 27, Z 29,  Z 30, Z 31 e Z 33, lo Z15 Erich Steinbrinck, il Z20 Karl Galster, il Z6 Theodor Riedel e lo Z10 Hans Lody).
L'8 settembre, un battaglione di truppe tedesche venne sbarcato, sostenuto da un intenso fuoco dell'artiglieria navale su Barentsburg, riuscendo a far ritirare la guarnigione norvegese. Dopo aver distrutto alcune installazioni, le forze tedesche si ritirarono in quanto era impossibile difendere le posizioni occupate.

## Conseguenze
Nel frattempo la Luftwaffe installò una stazione meteo sull'isola di Hopen. Alla fine della guerra, i soldati tedeschi che si trovavano nelle varie installazioni meteo su Spitsbergen, furono gli ultimi ad arrendersi agli alleati nel settembre 1945.